# 綽舞場
綽舞場（英語：Beyond Dance Theater）是由多位香港藝術工作者創立的舞蹈團體，致力于推廣當代舞蹈藝術。2017年首度於北京舞蹈雙周演出《遍地謊蜚》。其後《乘・風》、亦於中國貴陽 等多地巡演。

## 提名及獎項
- 憑《遺角》獲2022年香港舞蹈年獎「白朗唐新晉編舞」
- 憑《遺角》獲2022年香港舞蹈年獎「傑出中型場地舞蹈製作」獎[3]

## 主要舞團創作作品
- 《遍地 謊蜚》
- 《乘・風》
- 《遺角》
- 《The Last Stone》
- 《再見・四季》
- 《無風之域》
- 《黑點》